# Anneberg, Kungsbacka kommun
Anneberg är en ort i Kungsbacka kommun, Hallands län, belägen 6 km från Kungsbacka. Fram till 2010 klassades orten som en separat tätort, från 2015 räknas den som en del av tätorten Göteborg.  

## Historia
Anneberg är ett gammalt stationssamhälle längs Västkustbanan mellan Göteborg och Malmö. Namnet kommer av att den ursprungliga järnvägsstationen byggdes på mark inlöst från Annebergs gård. 
Nordost om Anneberg uppfördes mellan 1990 och 1995 ny bebyggelse som blev en del av tätorten som så också växte samman med bebyggelse i väster om Älvsåkers kyrkby, vilket sammanlagt innebar en utvidgning av tätorten med 31 hektar och över 600 personer. 

### Befolkningsutveckling
| Befolkningsutvecklingen i Anneberg, Kungsbacka kommun 1965–2010 | Befolkningsutvecklingen i Anneberg, Kungsbacka kommun 1965–2010 | Befolkningsutvecklingen i Anneberg, Kungsbacka kommun 1965–2010 | Befolkningsutvecklingen i Anneberg, Kungsbacka kommun 1965–2010 | Befolkningsutvecklingen i Anneberg, Kungsbacka kommun 1965–2010 |
| --------------------------------------------------------------- | --------------------------------------------------------------- | --------------------------------------------------------------- | --------------------------------------------------------------- | --------------------------------------------------------------- |
|                                                                 |                                                                 |                                                                 |                                                                 |                                                                 |
| År                                                              |                                                                 |                                                                 | Folkmängd                                                       | Areal (ha)                                                      |
| 1965                                                            | 1965                                                            |                                                                 | 399                                                             |                                                                 |
| 1970                                                            | 1970                                                            |                                                                 | 472                                                             |                                                                 |
| 1975                                                            | 1975                                                            |                                                                 | 428                                                             |                                                                 |
| 1980                                                            | 1980                                                            |                                                                 | 386                                                             |                                                                 |
| 1990                                                            | 1990                                                            |                                                                 | 379                                                             | 65                                                              |
| 1995                                                            | 1995                                                            |                                                                 | 1 042                                                           | 96                                                              |
| 2000                                                            | 2000                                                            |                                                                 | 1 449                                                           | 109                                                             |
| 2005                                                            | 2005                                                            |                                                                 | 1 398                                                           | 109                                                             |
| 2010                                                            | 2010                                                            |                                                                 | 1 469                                                           | 113                                                             |
| Anm.: Ny tätort 1965, sammanvuxen med Göteborg 2015             |                                                                 |                                                                 |                                                                 |                                                                 |

## Samhället
Det finns en grundskola i Anneberg. Tidigare har det det funnits en kiosk/livsmedelsbutik, jakthandel och ett bageri beläget i närheten av Anneberg station men som nu har stängts.
Det finns i dagsläget en kombinerad kiosk/pizzeria.

## Kommunikationer
Annebergs station trafikeras av pendeltåg som går mellan Göteborg och Kungsbacka. Det finns även busslinjer som går till omkringliggande område.